# Schaffensphase
Eine Schaffensphase oder Schaffensperiode bezeichnet einen mehr oder weniger genau definierten Abschnitt im Lebenswerk eines Menschen. Verwendet werden die Begriffe meist im Zusammenhang mit dem Werk von Autoren und Künstlern, im Bereich der Kunst häufiger bei Bildender Kunst und Musik, seltener bei Darstellender Kunst.
Schaffensphasen können zeitlich („die Werke zwischen 1918 und 1933“), räumlich („die Pariser Arbeiten“) oder thematisch („die blaue Periode“) gegliedert sein. Diese Einteilungen erfolgen in der Regel nicht durch den Künstler selbst. Es handelt sich dabei meist um Zuschreibungen durch andere, beispielsweise Biographen, Literaturwissenschaftler oder Kunsthistoriker, die rückblickend erfolgen. Insofern können derartige Einteilungen eines Œuvres, eines Gesamtwerkes, in einzelne Abschnitte auch völlig unterschiedlich ausfallen.

## Frühwerk und Spätwerk
Die Werke eines schöpferisch Tätigen werden häufig mit frühes, mittleres und spätes Werk voneinander abgegrenzt. Während das Erstlingswerk in der Regel klar zu ermitteln ist, sind die Einteilungen in Frühwerk und Spätwerk nicht genau definiert. Ihre spezifischen Bedeutungen erschließen sich nur aus dem Kontext ihrer jeweiligen Verwendung. Häufig findet man im Zusammenhang mit dem Spätwerk Begriffe wie „gereift“ und „abgeklärt“. 
In der Musik hat diese Reife jedoch oft nicht zur „Süße“ des Ertrags geführt, sondern zu sehr herben, der Allgemeinheit ungenießbar scheinenden Früchten. Ein Beispiel ist Die Kunst der Fuge von Johann Sebastian Bach (Kritik: „Geburt des aberwitzigen Altertums“). Zu den letzten Quartetten Beethovens, besonders op. 133, bemerkte Tschaikowsky: „Es ist ein Schimmer da, aber nicht mehr. Der Rest ist Chaos, über dem der Geist dieses musikalischen Jehova schwebt.“ Mahlers 7. und vor allem seine 10. Sinfonie greifen ebenfalls weit voraus.
Frühwerk und Spätwerk werden auch verwendet
- zur zeitlichen Einordnung innerhalb eines Genres, einer kunstwissenschaftlichen Gattung („ein Frühwerk des Kriminalromans“)
- zur genaueren Einordnung innerhalb eines Kunststils („ein Spätwerk des Klassizismus“)